# Michaela Eva Bartel
Michaela Eva Bartel (* 9. November 1970 in Salzburg) ist eine österreichische Politikerin (ÖVP). Von 2015 bis 2023 war sie Abgeordnete zum Salzburger Landtag.

## Leben
Michaela Eva Bartel besuchte nach der Volksschule Gnigl und der Sporthauptschule Plainstraße in Salzburg von 1985 bis 1990 die Handelsakademie/Handelsschule in Salzburg. 1992 legte sie die Studienberechtigungsprüfung und AHS-Matura ab, ab 1992 studierte sie Publizistik und Kommunikationswissenschaften an der Universität Salzburg. Seit 1998 ist sie als Einzelunternehmerin im Marketing- und Schulungsbereich tätig.
Von 1998 bis 2005 war sie Landesvorsitzende der Jungen Wirtschaft in der Wirtschaftskammer Salzburg, seit 1998 ist sie Mitglied der Landesleitung des Wirtschaftsbundes Salzburg und seit 1999 stellvertretende Bezirksobfrau des Wirtschaftsbundes der Stadt Salzburg. Seit 2000 gehört sie dem Wirtschaftsparlament der Wirtschaftskammer und dem Kontrollausschusses der Sozialversicherungsanstalt der gewerblichen Wirtschaft an, seit 2010 ist sie Obfrau der Bezirksstelle Salzburg-Stadt der Wirtschaftskammer Salzburg. Seit 2017 ist sie außerdem Präsidentin der Sportunion Salzburg.
Am 4. Februar 2015 wurde sie in Nachfolge von Gerlinde Rogatsch in der 15. Gesetzgebungsperiode als Abgeordnete zum Salzburger Landtag angelobt. Im ÖVP-Landtagsklub fungierte sie als Bereichssprecherin für Sport, Konsumentenschutz, Stadtentwicklung, Gesundheit und Krankenanstalten. Nach der Landtagswahl 2023 schied sie mit Ende der 16. Gesetzgebungsperiode aus dem Landtag aus.